# Reactor cu apă grea sub presiune
Un reactor cu apă grea sub presiune (în engleză pressurized heavy-water reactor – PHWR) este un tip de reactor nuclear care folosește ca agent de răcire și de moderare apa grea (oxid de deuteriu, D2O). PHWR-urile folosesc frecvent uraniul natural⁠(d) drept combustibil, dar uneori folosesc și uraniu ușor îmbogățit. Lichidul de răcire format din apă grea este menținut sub presiune pentru a evita fierberea, permițându-i să atingă o temperatură mai mare fără a forma bule de abur, exact ca la un reactor cu apă sub presiune (PWR). În timp ce apa grea este foarte costisitor de izolat din apa obișnuită (denumită adesea „apă ușoară”, spre deosebire de „apa grea”), absorbția sa scăzută de neutroni crește foarte mult gradul de utilizare al neutronilor din reactor, evitând nevoia de combustibil îmbogățit. Costul ridicat al apei grele este compensat de costul redus al utilizării uraniului natural și/sau al ciclului combustibilului nuclear. La începutul anului 2001 erau în funcțiune 31 de PHWR, având o capacitate totală de 16,5 GW(e), reprezentând aproximativ 7,76 % din numărul și 4,7 % din puterea electrică a tuturor reactorilor aflați în funcțiune. CANDU și IPHWR sunt cele mai comune tipuri de reactori din familia PHWR.

## Scopul folosirii apei grele
Cheia menținerii unei reacției de fisiune nucleară în lanț într-un reactor nuclear este ca, în medie, „exact” unul dintre neutronii eliberați în fiecare eveniment de fisiune nucleară să determine un alt eveniment de fisiune nucleară (într-un alt nucleu fisionabil). Cu o proiectare atentă a geometriei reactorului și un control atent al substanțelor prezente astfel încât să influențeze reactivitatea, se poate realiza o masă critică și menține o reacție în lanț autosusținută.
Uraniul natural constă dintr-un amestec de diferiți izotopi, în principal 238U și o cantitate mult mai mică (aproximativ 0,712 % în greutate) de 235U. 238U poate fi fisionat numai de neutroni care sunt relativ energetici, având aproximativ 1 MeV sau mai mult. Nicio cantitate de 238U nu poate fi făcută „critică”, deoarece va tinde să absoarbă în mod parazit mai mulți neutroni decât eliberează prin procesul de fisiune. Pe de altă parte, 235U, poate susține o reacție în lanț autosusținută, dar datorită abundenței naturale scăzute a 235U, uraniul natural nu poate atinge masa critică de la sine.
Metoda pentru a obține o masă critică folosind numai uraniu natural sau doar ușor îmbogățit, pentru care nu există o masă critică minimă este de a încetini neutronii emiși (fără a-i absorbi) până la punctul în care suficienți dintre ei pot provoca o fisiune nucleară suplimentară în cantitatea mică de 235U disponibilă. (238U, care este cea mai mare parte a uraniului natural, este fisionabil și cu neutroni rapizi.) Acest lucru necesită utilizarea unui moderator de neutroni, care absoarbe practic toată energia cinetică a neutronilor, încetinindu-i până la punctul în care ajung în echilibru termic cu materialul înconjurător. S-a găsit benefic pentru utilizarea neutronilor să se separe fizic procesul de moderare a energiei neutronilor de combustibilul uraniu propriu-zis, deoarece 238U are o probabilitate mare de a absorbi neutroni cu niveluri intermediare de energie cinetică, o reacție cunoscută sub numele de „absorbție prin rezonanță”. Acesta este un motiv fundamental pentru proiectarea reactoarelor cu segmente separate de combustibil solid, înconjurate de moderator, în loc de a se opta pentru o geometrie care ar oferi un amestec omogen de combustibil și moderator.
Apa este un moderator excelent; atomii obișnuiți de protiu⁠(d) din moleculele de apă sunt foarte apropiați ca masă de un neutron singur, astfel ciocnirile lor au ca rezultat un transfer foarte eficient de impuls, similar conceptual cu ciocnirea a două bile de biliard. Totuși, pe lângă faptul că este un moderator bun, apa obișnuită este și un absorbant de neutroni. Prin urmare, utilizarea apei obișnuite ca moderator va absorbi cu ușurință mulți neutroni, rămânând prea puțini pentru a susține o reacție în lanț cu nucleele relativ rare de 235U din combustibil, excluzând astfel realizarea masei critice la uraniul natural. Din această cauză, un reactor cu apă ușoară va necesita ca izotopul 235U să aibă o concentrație mai mare în combustibilul de uraniu, care este considerat uraniu îmbogățit, în general între 3 % și 5 % 235U în greutate (produsul secundar din acest proces de îmbogățire este cunoscut sub numele de „uraniu sărăcit”, compus în principal din 238U, chimic pur). Gradul de îmbogățire necesar pentru a atinge masa critică cu moderatorul „apă ușoară” depinde de geometria exactă și de alți parametri de proiectare ai reactorului.
O complicație a acestei abordări este nevoia de instalații de îmbogățire a uraniului, care sunt în general costisitoare de construit și de exploatat. Ele prezintă, de asemenea, o preocupare privind proliferarea nucleară, deoarece aceleași sisteme utilizate pentru îmbogățirea cu 235U pot fi utilizate pentru a produce mult mai mult material de calitate militară⁠(d) (cu 90 % sau mai mult 235U), potrivit pentru producerea unei arme nucleare. Acesta nu este în niciun caz un proces banal, dar suficient de fezabil încât instalațiile de îmbogățire să prezinte un risc semnificativ de proliferare nucleară.
O soluție alternativă la problemă este utilizarea unui moderator care nu absoarbe neutronii la fel de ușor ca apa. În acest caz, toți neutronii eliberați pot fi moderați și utilizați în reacții cu 235U, caz în care în uraniul natural există suficient 235U pentru a realiza masa critică. Un astfel de moderator este apa grea. Deși reacționează dinamic cu neutronii similar cu apa ușoară (deși cu un transfer de energie în medie mai mic, având în vedere că deuteriul, are aproximativ de două ori masa hidrogenului), are deja neutronul suplimentar pe care apa ușoară ar tinde în mod normal să-l absoarbă.

## Avantaje și dezavantaje

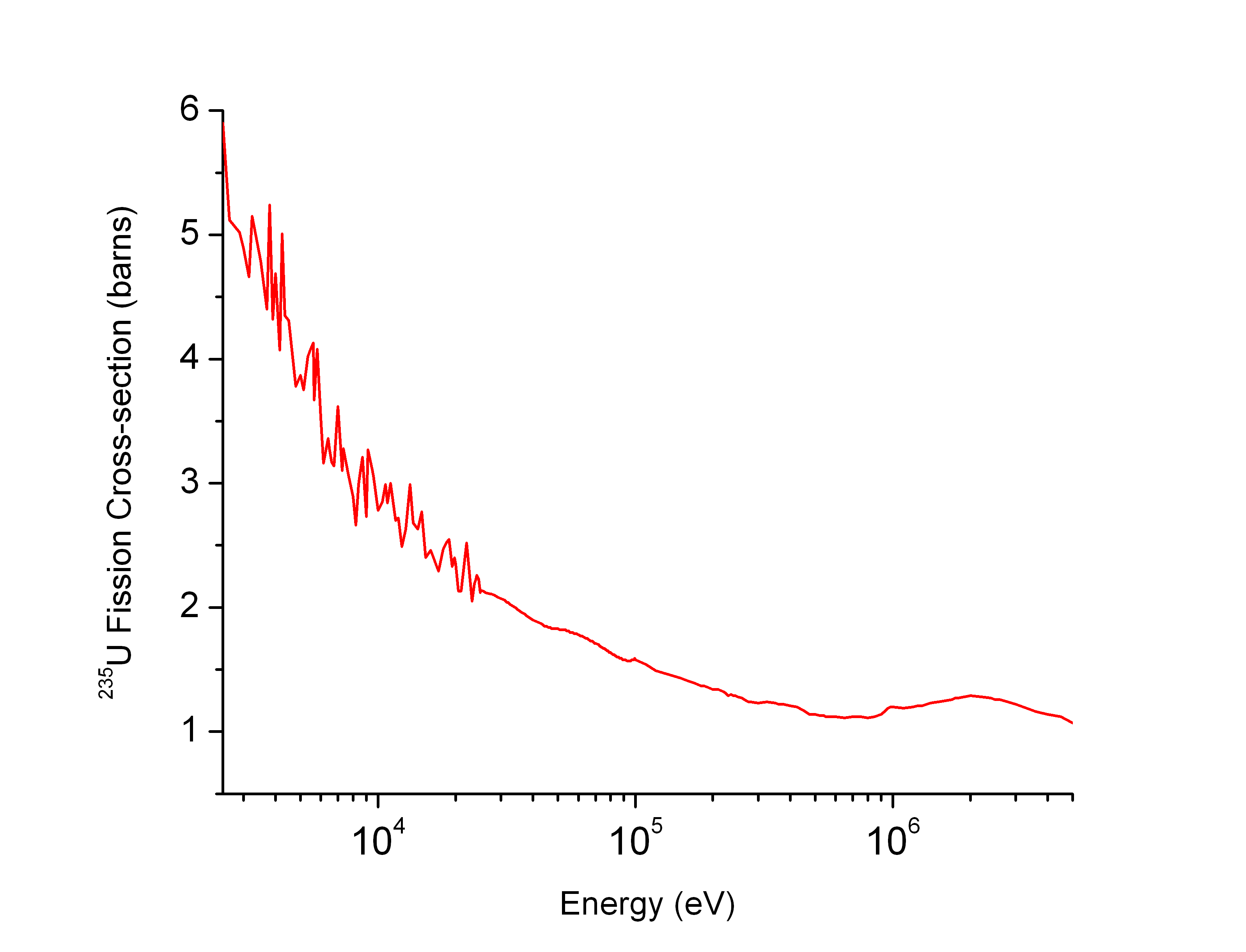
Secțiunea eficace nucleară a ^{235}U este și în majoritatea cazurilor o mai scăzută va crește probabilitatea de fisiune, explicând astfel necesitatea unui moderator de neutroni și dorința de a menține temperatura lor cât mai scăzută posibil.

### Avantaje
Utilizarea apei grele ca moderator este cheia sistemului PHWR (reactor cu apă grea sub presiune), permițând utilizarea uraniului natural drept combustibil (sub formă de UO2 ceramic), ceea ce înseamnă că poate fi folosit fără instalații costisitoare de îmbogățire a uraniului. Dispunerea mecanică a PHWR, care plasează cea mai mare parte a moderatorului la temperaturi mai scăzute, este deosebit de eficientă deoarece neutronii termici rezultați au energii mai mici (temperatura neutronilor după trecerile succesive prin moderator este aproximativ egală cu temperatura moderatorului) decât în modelele tradiționale, unde moderatorul este în mod normal mult mai fierbinte. Secțiunea eficace nucleară a neutronilor pentru 235U este cu atât mai mare cu cât temperatura neutronilor este mai scăzută, prin urmare temperaturile mai scăzute în moderator fac mai probabilă interacțiunile cu succes între neutroni și materialul fisionabil. Aceste caracteristici înseamnă că un PHWR poate folosi uraniu natural și alți combustibili și face acest lucru mai eficient decât reactorii cu apă ușoară (LWR). Se afirmă că PHWR de tip CANDU pot utiliza combustibili ca uraniu tratat⁠(d) sau chiar combustibil nuclear epuizat dintr-un reactor cu apă ușoară „convențional”, precum și combustibil MOX⁠(d) și există cercetări în curs privind capacitatea reactoarelor de tip CANDU de a funcționa exclusiv cu astfel de combustibili într-un cadru comercial. (v. și CANDU)

### Dezavantaje
Reactorii cu apă grea sub presiune au unele dezavantaje. Apa grea costă în general sute de dolari pe kilogram, deși costul acesteia este compensat de costurile reduse cu combustibilul. Conținutul redus de energie al uraniului natural în comparație cu uraniul îmbogățit necesită o înlocuire mai frecventă a combustibilului, acest lucru se realizează în mod normal prin utilizarea unui sistem de alimentare cu combustibil. Viteza crescută de mișcare a combustibilului prin reactor are ca rezultat volume mai mari de combustibil nuclear uzat decât în cazul LWR-urilor care utilizează uraniu îmbogățit. Deoarece combustibilul cu uraniu neîmbogățit acumulează o densitate mai mică de produse de fisiune decât combustibilul cu uraniu îmbogățit, generează mai puțină căldură, permițând o depozitare mai compactă. În timp ce deuteriul are o secțiune eficace nucleară de captare a neutronilor mai mică decât protiul, această valoare nu este nulă, ca urmare o parte din moderatorul de apă grea va fi inevitabil convertită în apă tritiată. În timp ce tritiul, un izotop radioactiv al hidrogenului, este produs ca produs de fisiune în cantități mici și în alți reactori, tritiul poate scăpa mai ușor în mediu dacă este prezent și în apa de răcire, ceea ce este cazul acelor PHWR care folosesc apă grea atât ca moderator, cât și ca lichid de răcire. Unii reactori CANDU separă tritiul din stocul lor de apă grea la intervale regulate și îl vând cu profit.
În timp ce cu fasciculele de combustibil derivate, tipice CANDU, reactorul are un coeficient de moderare⁠(d) a reactivității ușor pozitiv, fasciculele de combustibil CARA concepute în Argentina, utilizate în Atucha I, au un coeficient negativ, preferabil.

## Proliferarea nucleară
În timp ce înainte de dezvoltarea armelor nucleare de către India capacitatea de a utiliza în scopuri civile uraniul natural (și astfel să renunțe la nevoia de îmbogățire a uraniului, care este o tehnologie care poate fi folosită și în scopuri militare) era văzută ca îngreunând proliferarea nucleară, această opinie s-a schimbat drastic în lumina capacității mai multor țări de a construi bombe atomice cu plutoniu, care se poate produce cu ușurință în PHWR-uri. PHWR-urile pot prezenta astfel un risc sporit de proliferare nucleară comparativ cu LWR-urile comparabile, datorită proprietăților scăzute de absorbție a neutronilor de către apa grea, descoperite în 1937 de Hans von Halban și Otto Frisch. Ocazional, când un atom de 238U este expus radiației neutronice⁠(d), nucleul său va capta un neutron, transformându-l în 239U. 239U suferă apoi rapid două dezintegrări β−, ambele emitând câte un electron și un antineutrino, prima transmutând 239U în 239Np, iar a doua transmutând 239Np în 239Pu. Deși acest proces are loc în uraniul natural și în cazul altor moderatori, cum ar fi grafitul ultrapur sau beriliul, apa grea este de departe cea mai bună. Proiectul Manhattan a folosit reactori moderați cu grafit pentru a produce plutoniu, în timp ce programul nuclear german din timpul celui de Al Doilea Război Mondial a respins pe nedrept grafitul ca moderator potrivit din cauza impurităților și a făcut încercări nereușite folosind apă grea (pe care au identificat-o corect ca fiind un moderator excelent). Programul nuclear sovietic a folosit tot grafitul ca moderator și în cele din urmă a dezvoltat tipul RBMK, moderat cu grafit, ca reactor capabil să producă atât cantități mari de energie electrică, cât și plutoniu de calitate militară fără a fi nevoie de apă grea sau – cel puțin conform specificațiilor inițiale de proiectare – îmbogățirea uraniului.
239Pu este un izotop fisil potrivit pentru utilizarea în arme nucleare. Ca rezultat, dacă combustibilul unui reactor cu apă grea este schimbat frecvent, cantități semnificative de plutoniu de calitate militară pot fi extrase chimic prin tratarea combustibilului de uraniu natural epuizat.
În plus, utilizarea apei grele ca moderator are ca rezultat producerea de cantități mici de tritiu atunci când nucleele de deuteriu din apa grea absorb neutroni (de fapt, o reacție foarte ineficientă). Tritiul este esențial pentru producția de arme cu fisiune stimulată⁠(d), care la rândul lor permit producerea mai ușoară de arme termonucleare⁠(d), inclusiv bombe cu neutroni⁠(d). În prezent, se așteaptă ca acest proces să furnizeze (cel puțin parțial) tritiu pentru ITER.
Riscul de proliferare al reactorilor cu apă grea a fost demonstrat când India a produs plutoniul pentru primul său test de arme nucleare, prin extracția din combustibilul uzat al unui reactor de cercetare cu apă grea cunoscut sub denumirea de reactor CIRUS⁠(d).